# Anona da Madeira
O Anona da Madeira DOP é um produto de origem portuguesa com Denominação de Origem Protegida pela União Europeia (UE) desde 6 de junho de 2000.

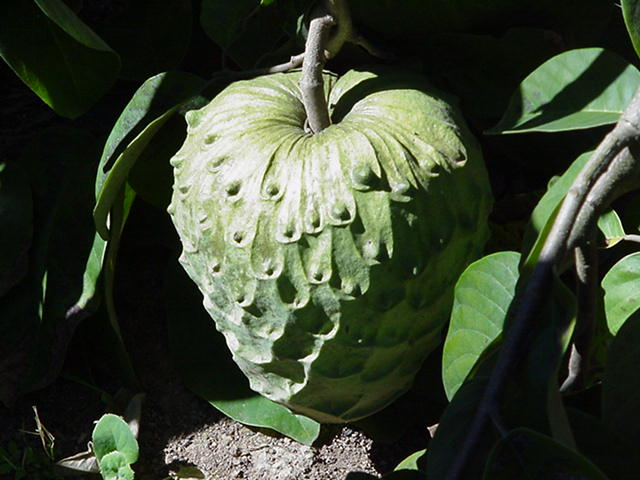
Cultivar da Anona da Madeira (Annona cherimola Mill.)

## Agrupamento gestor
O agrupamento gestor da denominação de origem protegida "Anona da Madeira" é a Associação dos Agricultores da Madeira.